# آشوک داس
آشوک داس (انگلیسی: Ashok Das؛ زادهٔ ۲۳ مارس ۱۹۵۳) دانشمند در زمینه فیزیک نظری اهل هند است.
وی همچنین برندهٔ جوایزی همچون برنامه فولبرایت شده‌است.